# مارسيل برتراند
مارسيل برتراند (بالفرنسية: Marcel Bertrand)‏ (1 يناير 1899 - 1 يناير 1943) هو لاعب كرة قدم فرنسي سابق كان يلعب كمدافع.

## مسيرته

### مسيرته مع المنتخبات الوطنية
- 1929 - 1929 لعب مع منتخب فرنسا لكرة القدم 5 مباريات.

## روابط خارجية
- مارسيل برتراند على موقع قاعدة بيانات كرة القدم.إي يو (الإنجليزية)
- مارسيل برتراند على موقع ناشيونال فوتبول تيمز (الإنجليزية)
- مارسيل برتراند على موقع عالم كرة القدم.نت (الإنجليزية)
- مارسيل برتراند على موقع أوليمبيديا (الإنجليزية)